# (32476) 2000 SP237
2000 SP237 (asteroide 32476) é um asteroide da cintura principal. Possui uma excentricidade de 0.01227050 e uma inclinação de 10.51925º.
Este asteroide foi descoberto no dia 25 de setembro de 2000 por LINEAR em Socorro.